# Artur Ganszyniec
Artur Ganszyniec (ur. 17 grudnia 1977 w Tarnowskich Górach) – polski twórca gier komputerowych, fabularnych i planszowych.

## Życiorys
Ukończył II Liceum Ogólnokształcące im. Stanisława Staszica w Tarnowskich Górach oraz Szkołę Główną Handlową w Warszawie. Jeszcze jako licealista debiutował w grudniu 1993 jako autor tekstów satyrycznych w audycji kabaretu radiowego Zespół Adwokacki Dyskrecja. Był korektorem wydanej w 2004 roku książki Góry Polski.
Jest głównym twórcą scenariusza komputerowej gry fabularnej Wiedźmin oraz autorem (wraz z Maciejem Sabatem) gry fabularnej Wolsung i opartej na niej gry planszowej. Pracował także nad takimi grami jak Wiedźmin 2: Zabójcy królów, Call of Juarez: The Cartel, Wanderlust: Travel Stories i Werewolf: The Apocalypse – Heart of the Forest.
Identyfikuje się jako Ślązak. 

## Nagrody
Wraz z Jackiem Brzezińskim nominowany do Paszportu „Polityki” za rok 2019 w kategorii kultura cyfrowa za scenariusz gry Wanderlust Travel Stories. Wraz z Martą Malinowską i Jackiem Brzezińskim otrzymał Paszport „Polityki” za rok 2020 za scenariusz gry Werewolf: The Apocalypse – Heart of the Forest